# Planetella fulva
Planetella fulva är en tvåvingeart som först beskrevs av Ephraim Porter Felt 1926.  Planetella fulva ingår i släktet Planetella och familjen gallmyggor. Inga underarter finns listade i Catalogue of Life.